# Щербич, Людмила Александровна
Людмила Александровна Щербич (род. 21 июля 1953, Дзауджикау) — советский и российский тренер по фехтованию. Мастер спорта СССР. Заслуженный тренер СССР (1989). Награждена медалью «Во Славу Осетии» (2013).

## Биография
Людмила Щербич родилась 21 июля 1953 года в городе Орджоникидзе в семье военного. В возрасте 12 лет начала заниматься фехтованием на рапирах под руководством Альберта Григоряна. Становилась бронзовым призёром чемпионата СССР в командном зачёте.
В 1975 году окончила факультет физического воспитания Северо-Осетинского государственного университета имени К. Л. Хетагурова. В том же году начала заниматься тренерской деятельностью в ДСО «Труд». С 1976 года работает во владикавказской ДЮСШ по фехтованию. Её наиболее известной ученицей является двукратная чемпионка мира Ольга Величко, с которой она работала в период с 1976 по 1989 год.